# Szőce
Szőce é um município da Hungria, situado no condado de Vas. Tem 18,71 km² de área e sua população em 2015 foi estimada em 278 habitantes.